# 山東第一医科大学
山東第一医科大学、Shandong First Medical University & Shandong Academy of Medical Scienceとは、中華人民共和国山東省の公立医科大学である。

## 概要
- 泰安市と済南市にキャンパスを設置し、12の大学病院を持ち、学士から博士課程まで設置している[2]。

## 沿革
- 2019年2月28日 泰山医学院、山東省医学科学院、山東省立医院、山東省千佛山医院などを統合し、山東第一医科大学が成立。

## 学部
- 眼科学院
- 腫瘍学院
- 内分泌・代謝病学院
- 予防医学科学学院（放射医学研究所）
- 薬学・製薬科学学院（薬物研究所）
- 生物医学科学学院（省医薬生物技術研究センター）
- 実験動物学院（省実験動物センター）
- 医学人工智能・ビッグデータ学院
- 医療保障学院（山東省医療保障研究院）
- 臨床・基礎医学院（基礎医学研究所）
- 放射学院
- 看護学院
- 薬学院
- 口腔医学院
- 運動医学・リハビリテーション学院
- 公共衛生・健康管理学院
- 生命科学学院
- 医学信息工程学院
- 化学・製薬工程学院
- マルクス主義学院
- 医薬管理学院
- 外国語学院
- 継続教育学院
- 国際教育学院
- 一般教養教育部

## 附属病院
- 山東省労働衛生・職業病防治研究院
- 山東省寄生虫病防治研究所
- 山東第一医科大学附属省立医院（山東省立医院）
- 山東第一医科大学第一附属医院（山東省千佛山医院、山東省歯牙病防治指導センター）
- 山東第一医科大学第二附属医院
- 山東第一医科大学第三附属医院（山東省医学科学院附属医院）
- 山東第一医科大学附属腫瘍医院（山東省腫瘍防治研究院、山東省腫瘍医院）
- 山東第一医科大学附属眼科研究所（山東省眼科研究所、附属青島眼科医院）
- 山東第一医科大学附属皮膚病医院（山東省皮膚病性病防治研究所、山東省皮膚病医院）
- 山東省内分泌・代謝病研究所（山東内分泌・代謝病医院）
- 山東省医学科学院頸肩腰腿痛医院
- 山東第一医科大学附属中心医院（済南市中心医院）
- 山東第一医科大学附属日照市中医医院（日照市中医医院）
- 山東第一医科大学附属済南人民医院（済南市人民医院）
- 山東第一医科大学附属浜州市人民医院（浜州市人民医院）
- 山東第一医科大学附属聊城医院（聊城市人民医院）
- 山東第一医科大学附属聊城二院（聊城市第二人民医院）